# Commanderie de Caubin
La commanderie de Caubin se trouve sur la commune d'Arthez-de-Béarn dans les Pyrénées-Atlantiques. Sa chapelle arbore un chevet semi-circulaire, avec mur-fronton en vigie et un toit plat comme une passerelle. Il y eut d'abord une toiture pentue comme partout dans la région mais, après les guerres de religion, le grand prieur de Saint-Gilles, prit la restauration en mains à la mode provençale.

## La chapelle
Dès sa fondation en 1154, l'hôpital de Caubin avait été donné aux Hospitaliers de Saint-Jean de Jérusalem dont il fut une commanderie très prospère. En 1569, elle comptait encore un prieur et sept frères quand Montgomery les fit périr pour leur fidélité au Pape. Exproprié, l'ordre récupéra Caubin en 1592 pour le perdre à la Révolution.
Il n'en restait qu'une chapelle en ruine quand l'association « les Amis de Caubin » entreprit, en 1966, sa restauration, et sa mise en valeur au cours d'un festival de guitare et d'autres animations.
Les murs de la chapelle sont un appareillage de pierre blanche de Castillon sauf, au sud, où on utilisa le grès car, du côté des bâtiments, on les voyait moins.
En haut du clocher-mur, un toit à quatre pentes remplace depuis trois cents ans les arcades primitives.
La porte est un arc brisé très simple, sculpté d'un visage fruste. Les carrelages de céramique sont, en partie, d'origine.
À droite dans la nef, on peut voir un gisant dans son enfeu flamboyant. C'est un chevalier revêtu de la cotte de mailles, l'épée aux côtés, les pieds sur un lion, les jambes malheureusement brisées dans un transport au siècle dernier. Il semble s'agir d'Arnaud Guilhem d'Andoins, mort au combat en 1301. 
La chapelle de la commanderie fait l’objet d’un classement au titre des monuments historiques depuis le 2 septembre 1913.

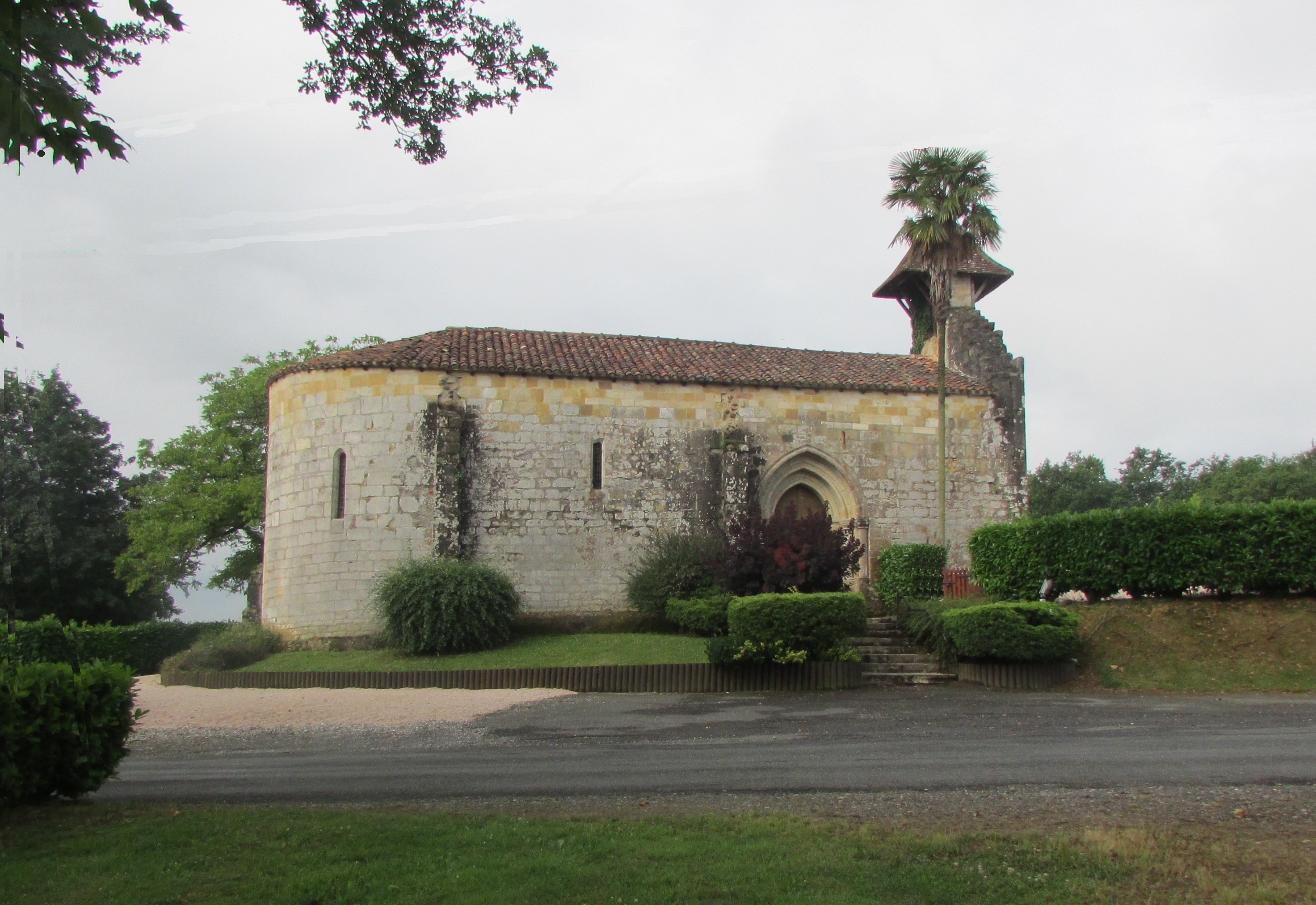
La chapelle de Caubin.
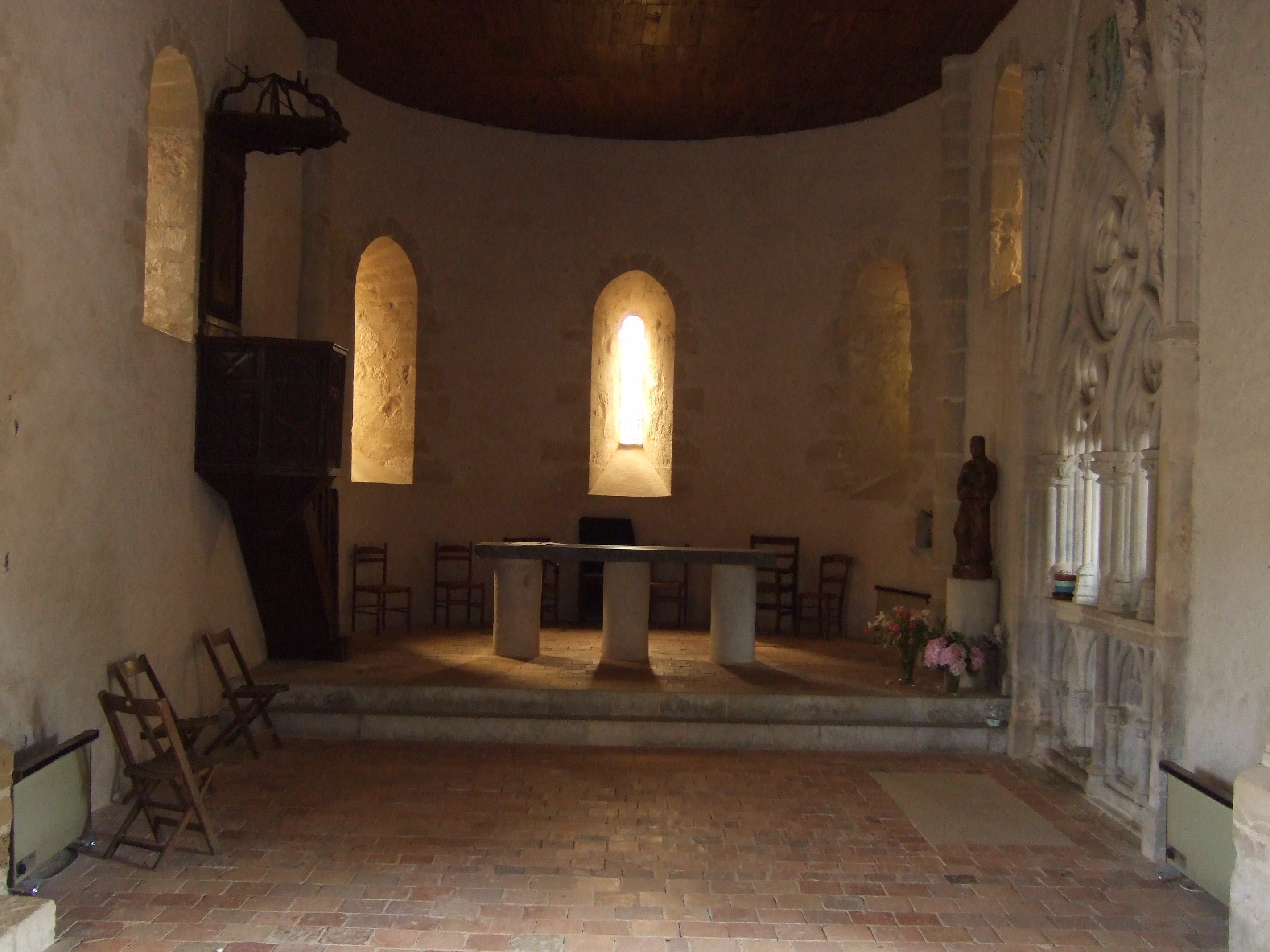
L'intérieur de la  chapelle et, à droite, l'enfeu du baron d'Andoins.
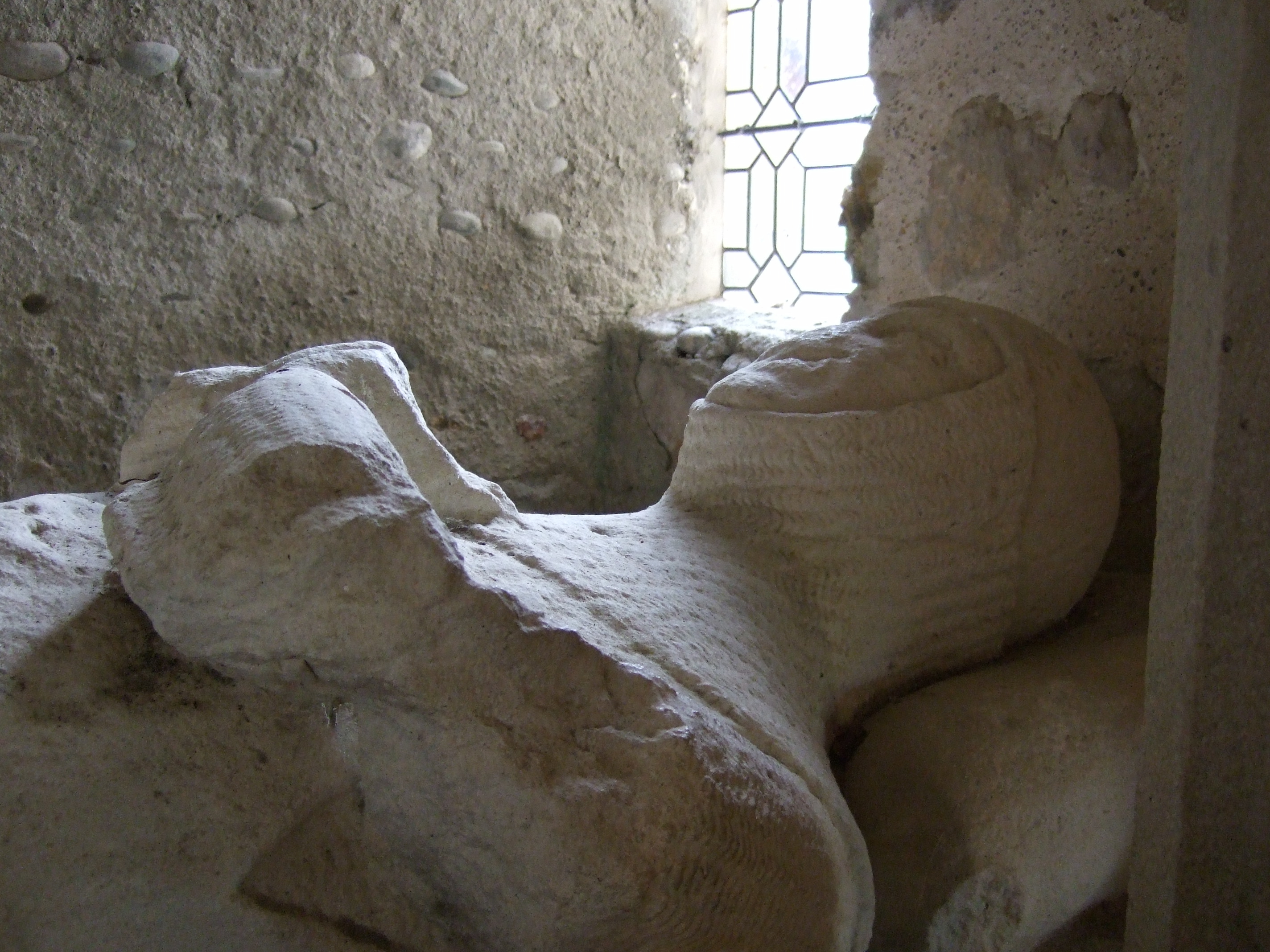
Le gisant du baron d'Andoins.

## L'oratoire

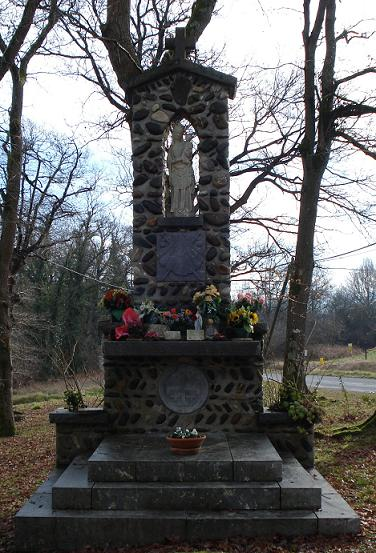
L'oratoire de Caubin.

Face à la chapelle de Caubin, on peut voir un monument construit selon la méthode traditionnelle en galets du gave reliés par du mortier.
L’abbé Discomps, curé d’Arthez, pendant la guerre 1939/1945, ayant promis de faire édifier un oratoire pour remercier la Sainte Vierge si tous les prisonniers de guerre du village – au nombre de 37 – revenaient sains et saufs de captivité, un artisan maçon local, M. Joseph Palengat, réalisa cet ouvrage qui fut inauguré le 15 août 1951 en présence des habitants d’Arthez et des environs qui transportèrent en procession la statue de la Vierge de l’église du bourg à Caubin.

## Pour approfondir